# Musée d'Histoire de la médecine (Paris)
Pour les articles homonymes, voir Musée d'histoire de la médecine.
Le musée d'Histoire de la médecine est un musée français situé à Paris, dans le 6e arrondissement, dépendant de l'université Paris-Cité et consacré à l'histoire de la médecine.
Le musée se trouve au deuxième étage du bâtiment, dans une salle construite en 1905, qui est une ancienne bibliothèque.

## Histoire
Le musée est ouvert au sein du Cabinet d'anatomie. Il renferme des instruments de chirurgie, tant anciens que modernes. Ce cabinet est décoré d'un portrait de Louis XV, offert par ses soins.
Ce musée pédagogique est constitué sous Louis XV, grâce à la collection du professeur Lafaye, à l'époque dans l'hôtel de Bourgogne. Le professeur Lafaye avait « un arsenal de chirurgie ; il avait une très belle collection d'instruments dont il fit présent à l'Académie à l'époque où il en était directeur ».
À l'ouverture des Écoles de santé, les textes précisent que « chacune des écoles aura une bibliothèque, un Cabinet d'Anatomie, une suite d'instruments et d'appareils de chirurgie ».
Pour l'École de santé de Paris, le rapport souligne avec beaucoup de parti pris : « Nulle part en France on n'avait encore réuni tous les matériaux à une instruction complète de l'art de guérir. Il faut, pour l'étude de cet art, considérer dans son ensemble, une bibliothèque, une suite d'instruments et d'appareils de chirurgie, une réunion de machines de physique destinées à démontrer les principales propriétés du corps, l'ensemble des productions de la nature employées comme médicaments. »
Les collections sont installées dans trois pièces au premier étage, après quelques travaux et l'achat de mobilier, les cabinets de collections, appelés aussi muséum, sont inaugurés le 24 vendémiaire An IV (16 octobre 1795). L'anatomie y est présentée sous différentes formes : en cire, en bois et peinte sur tissu.
Jean-Batiste Thillaye, dit Thillaye aîné, est nommé conservateur. Son fils, Augustin Thillaye, lui succédera dans cette tâche.
Les cabinets de collections étaient ouverts, comme la bibliothèque, tous les jours impairs. Pour compléter les fonds du muséum, Thillaye, aidé d'Honoré Fragonard, font appel au rouennais Lemonnier. Ce dernier, peintre-dessinateur, est chargé de reproduire des pièces d'anatomie de « conformations extraordinaires ou vicieuses, dont la représentation était jugée nécessaire pour l'École ». Cet emploi sera supprimé en 1822, ainsi que celui de modeleur de cire, que Pinson occupait en représentant les organes malades.
À ces collections s'ajoutent aussi des pièces provenant de l'Académie des sciences, de l'École vétérinaire de Maisons-Alfort et de l'Hôtel-Dieu.
Le musée d'histoire de la médecine trouve son implantation actuelle au sein de l'École de chirurgie en 1921 ; il s'ouvre au grand public à partir de 1994.

## Collections
Ses collections, les plus anciennes d'Europe, ont été réunies par le doyen Lafaye au XVIIIe siècle, puis s'y est ajouté un important ensemble de pièces qui couvre les différentes branches de l'art opératoire jusqu'à la fin du XIXe siècle. On peut aussi y découvrir quelques trousses de médecins et de chirurgiens, ainsi que des instruments de physiologie.

### Collections scientifiques et techniques
- Chirurgie d'urgence.
- Gynécologie.
- Art des tailleurs et lithotriteurs.
- Instruments des oto-rhinos et ophtalmologistes.
- Instruments des dentistes.
- Collection autour des pharmaciens.

### Collections d'art et bibliothèque
Le musée est l'héritier de collection de peintures de l'ancienne Faculté de médecine. Mille gravures et lithographies, 1 600 autographes et photographies, 800 ex-libris de médecins et de chirurgiens complètent la collection.
Comme toutes les grandes administrations de l'État sous l'Ancien Régime, la Faculté de médecine avait ses jetons qui remplaçaient, en 1636, les méraux (monnaie courante des hommes d'église) versés comme honoraires lors des cérémonies, examens ou en compensation de consultations gratuites faites au pauvres. Cette collection comportent 271 jetons depuis celui du décanat de Philippe Hardouin de Saint-Jacques en 1636 jusqu'à celui d'Edmond-Claude Bourru de 1786 à 1793.
Plus de 2 000 médailles gardent le souvenir de médecins et chirurgiens, plus ou moins célèbres ; elles évoquent aussi les grandes découvertes. Elles rappellent les dates d'épidémies dramatiques ou de vies humaines sauvées.

Vues du musée
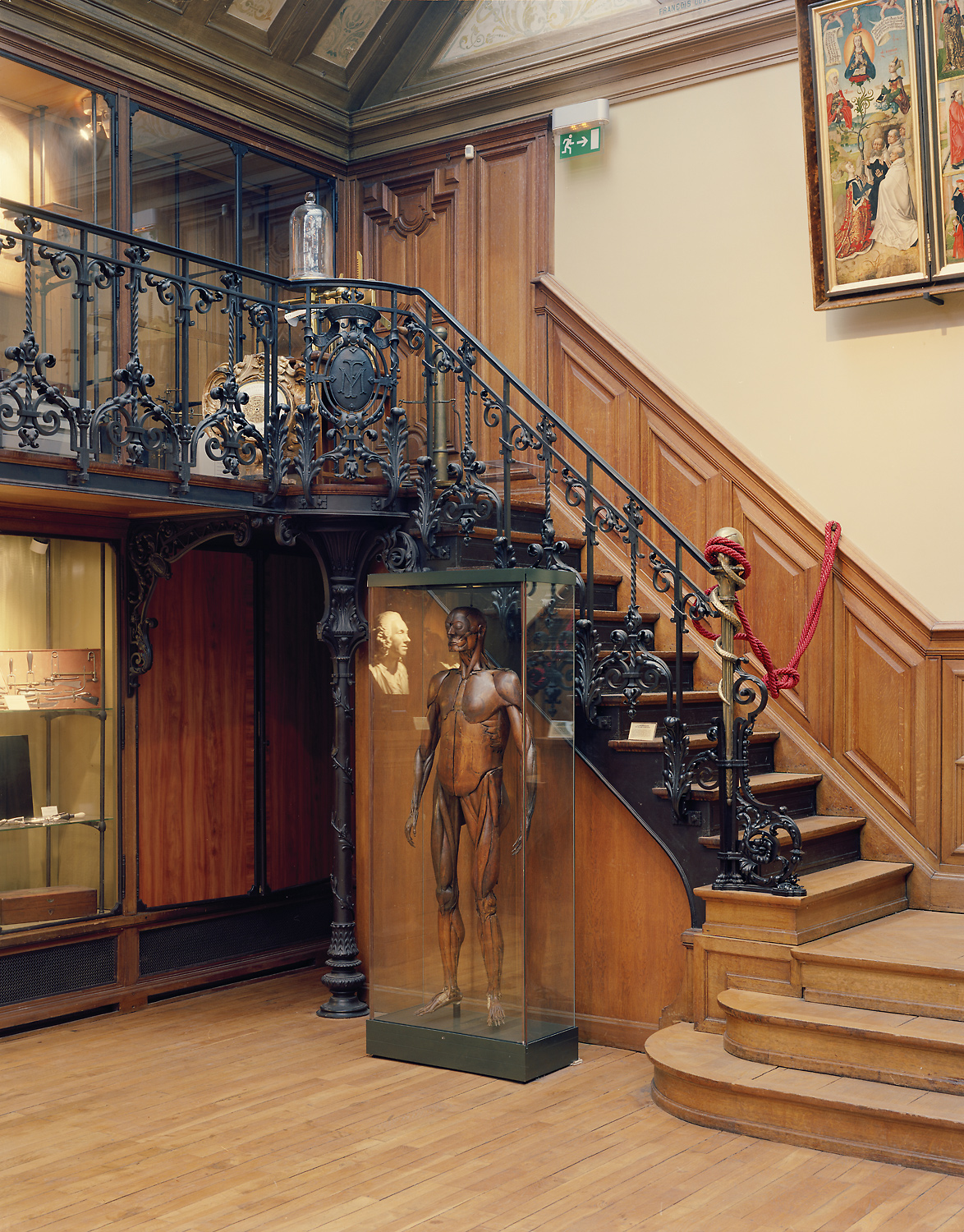
En vitrine : le mannequin de Felice Fontana (XVIIIe siècle).
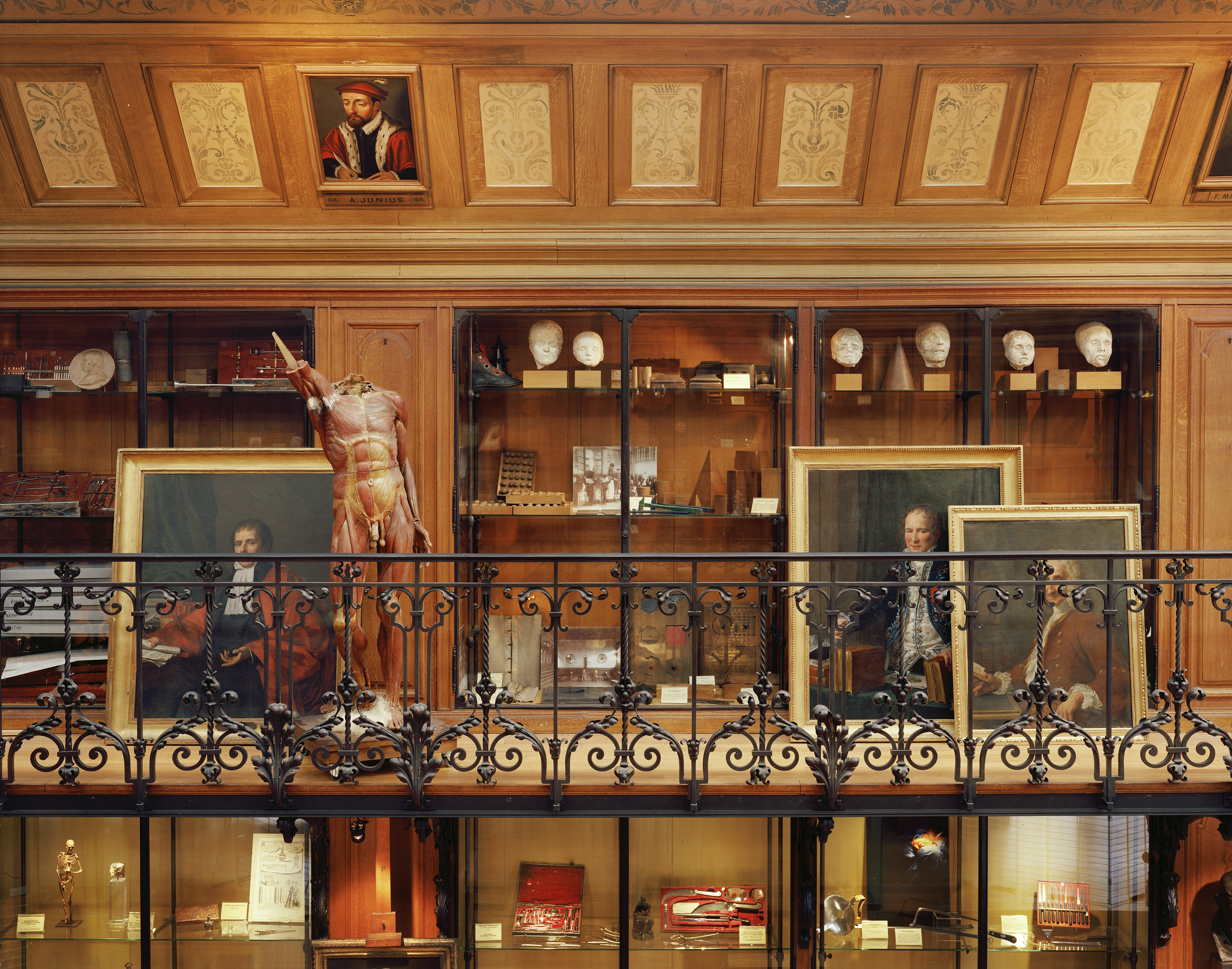
Vue latérale d'une des balustrades.
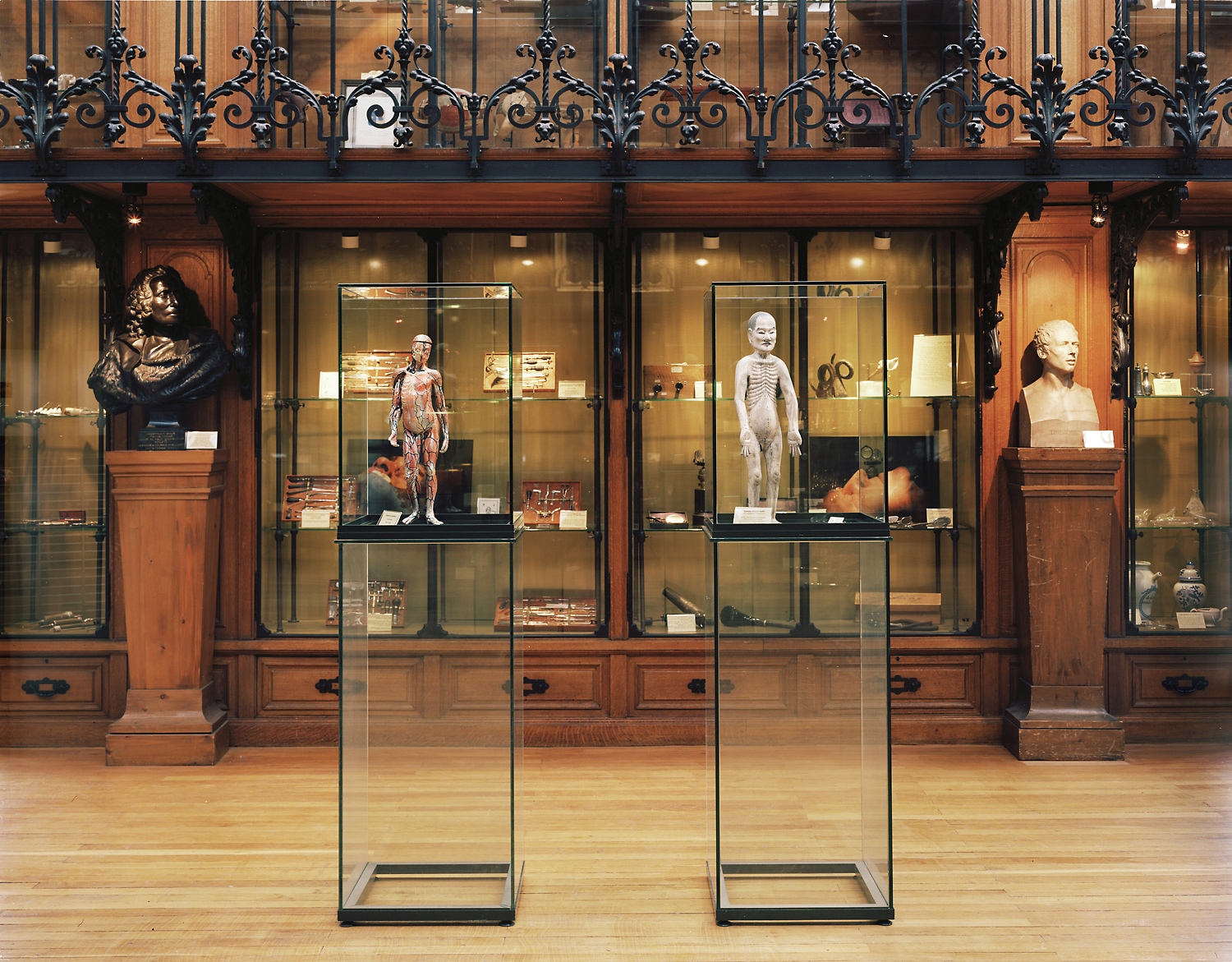
Vue latérale des écorchés.